# ゲミュンデン (ヴォーラ)
ゲミュンデン (ヴォーラ) (ドイツ語: Gemünden (Wohra), ドイツ語発音: [gəˈmʏndn̩]) は、ドイツ連邦共和国ヘッセン州ヴァルデック＝フランケンベルク郡に属す市である。

## 地理

### 位置
ゲミュンデンは、マールブルクの北東約 30 km に位置する。西はブルクヴァルト（中低山地）に接し、北はケラーヴァルトに連なる。町内をヴォーラ川が流れる。町内でホルツバッハ川がシュヴァインフェ川に、シュヴァインフェ川がヴォーラ川に注ぐ。

### 隣接する市町村
ゲミュンデンは、北はハイナ (クロスター)（ヴァルデック＝フランケンベルク郡）、東はギルザーベルク（シュヴァルム＝エーダー郡）、南はヴォーラタール（マールブルク＝ビーデンコプフ郡）、西はローゼンタール（ヴァルデック＝フランケンベルク郡）と境を接する。

### 市の構成
本市は、エルンローデ、ゲミュンデン、グリューゼン、ヘルベルハウゼン、レーンハウゼン、シッフェルバッハ、ゼーレンの各地区からなる。

### 人口推移
|                      | 1834年 | 1885年 | 1910年 | 1925年 | 1933年 | 1939年 | 1950年 | 1961年 | 2009年 |
| -------------------- | ------ | ------ | ------ | ------ | ------ | ------ | ------ | ------ | ------ |
| ゲミュンデン中核市区 | 1,309  | 1,315  | 1,599  | 1.715  | 1,781  | 1,753  | ,.813  | 2,351  | 3,209  |
| エルンローデ         | 77     | 55     | 54     | 47     | 57     | 49     | 74     | 54     | 39     |
| グリューゼン         | 288    | 328    | 292    | 299    | 303    | 290    | 429    | 336    | 365    |
| ヘルベルハウゼン     | 148    | 126    | 134    | 127    | 126    | 107    | 171    | 117    | 92     |
| レーンハウゼン       | 166    | 164    | 128    | 135    | 133    | 144    | 218    | 130    | 110    |
| シッフェルバッハ     | 356    | 335    | 336    | 298    | 326    | 321    | 455    | 344    | 296    |
| ゼーレン             | 272    | 224    | 239    | 225    | 270    | 250    | 365    | 250    | 257    |
| 合計                 | 2,616  | 2,547  | 2,742  | 2,846  | 2,846  | 2,921  | 4,525  | 3,582  | 4,364  |

## 歴史
ゲミュンデンは、7つの村落から形成された。ホルツバッハ、ギーベリングスバッハ、ブルクハルツハウゼン、エルンストドルフ、シュタイガースハウゼン、オスターバッハ、カッツバッハである。

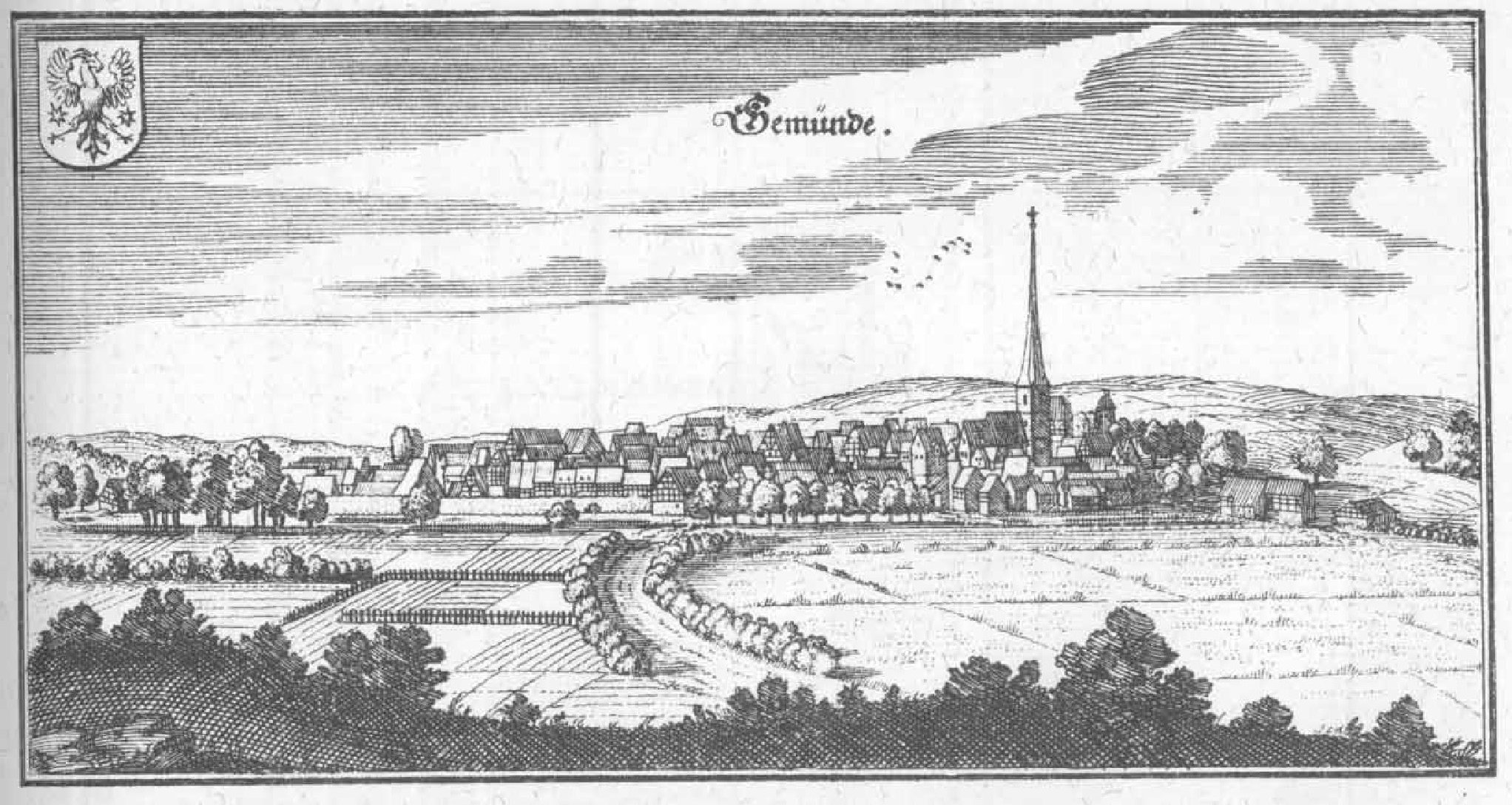
1655年に出版されたマテウス・メーリアンの銅版画に描かれたゲミュンデン

最初にこの街が記されているのは、750年から779年の史料で、"Zegemunde" という名で記録されている。2度目の文書記録は、1223年になされている。1253年にゲミュンデンは初めて「市」として記述されている。当時ゲミュンデンはツィーゲンハイン伯領に属していた。これは市の紋章にも示されている。市の紋章には、白地に赤い爪を持つ、頭部がヤギ（Ziege = ツィーゲ）の姿をした雄の鳥（Hahn = ハーン）が描かれており、その翼の下には6つの突起がある星形（ツィーゲンハイン伯家の紋章に用いられている意匠）が2つ描かれている。
ゲミュンデンは、1450年にヘッセン方伯領となり、その後ツィーゲンハイン伯家は断絶した。
この街は16世紀に最盛期を迎えた。1523年に大きな泉が造られ、1541年に学校が設立され、1564年にマルクト広場に面した市役所が建設された。さらに1587年には木管を用いた上水道が整備された。この頃にユダヤ人墓地も造営された。この墓地は、たとえばローゼンタールなどの、近隣のユダヤ人コミュニティもこれを利用した。
17世紀および18世紀の戦争の時代は、興隆した文化生活を破壊しただけでなく、厳しい犠牲を強いた。ペストは住民の 2/3 を奪い去った。三十年戦争や七年戦争での軍の駐屯や金銭要求で、市民は最悪の状態となった。
ナポレオンによるヴェストファーレン王国時代、この街はカントン・ゲミュンデ（ゲミュンデ小郡）の首邑となった。
1866年の普墺戦争後、ゲミュンデンは旧ヘッセン＝カッセル選帝侯領とともにプロイセン王国のヘッセン＝ナッサウ州に編入された。

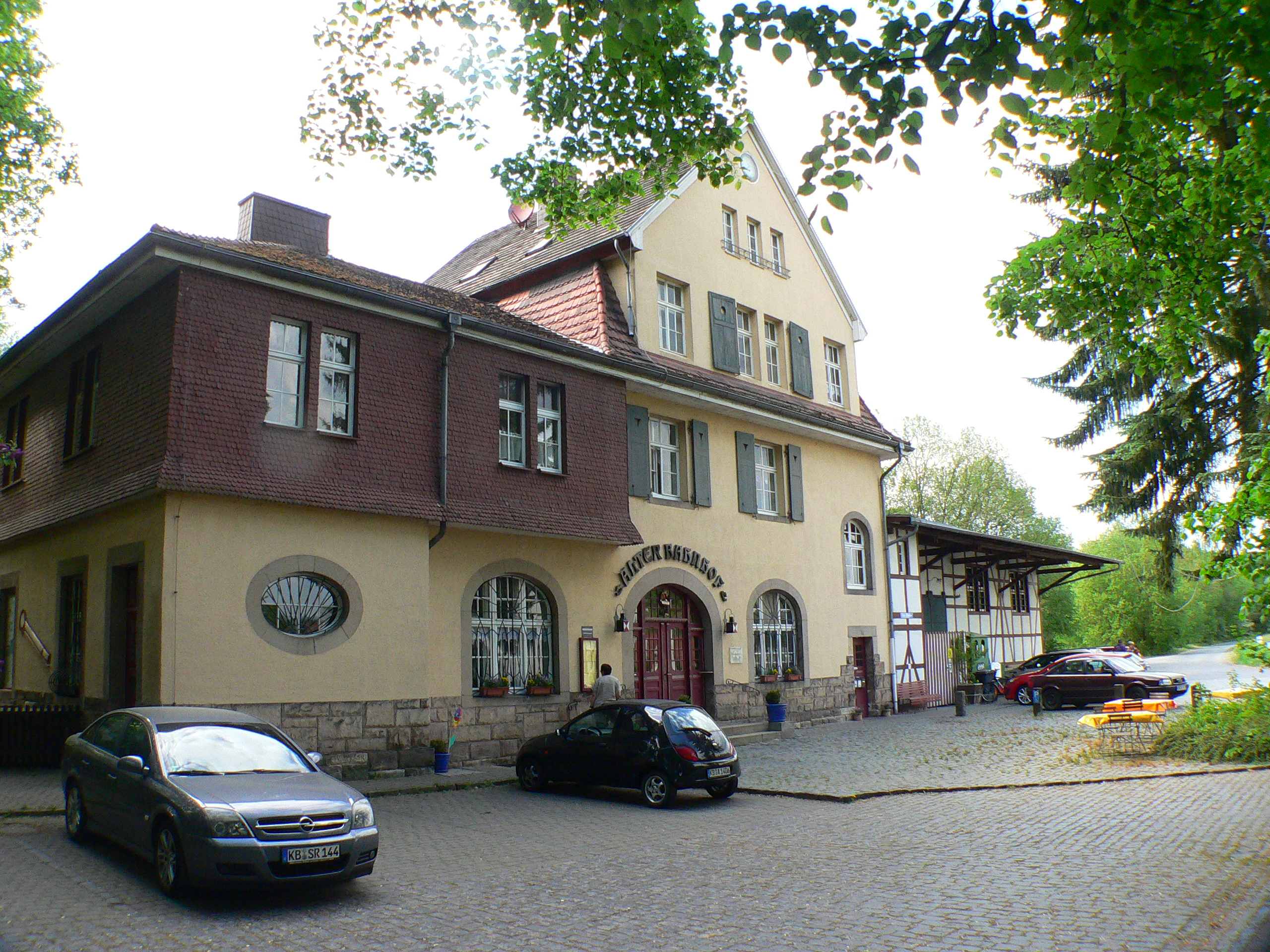
旧ゲミュンデン駅

1909年から1914年までにヴォーラタール鉄道が建設され、水道管理協会が組織され（ゲミュンデンに新たな近代的な水道が整備された）、新しい学校が創建された。ゲミュンデンおよびアルテンハイナ、ハルゲハウゼン、ボッケンドルフ、ゼーレン、グリューゼンへの水の供給は、1910年から1911年にゲミュンデン＝ブンストルート水道管理協会によってキルシュガルテンの水源からゲミュンデンまで建設された水道を通して行われた。1967年にはキルシュガルテン・ポンプ場が設けられた。
1972年に鉄道の旅客営業が廃止された。1980年から1981年にかけての冬に貨物運行も停止され、軌道施設が撤去された。駅舎は現在も遺されており、ヘッセン文化財保護法に基づき文化財に指定されてレストランとして利用されている。
1974年1月1日、ヘッセン州の地域再編に伴い、旧マールブルク郡のシッフェルバッハがゲミュンデン市に合併した。

## 行政

### 議会
ゲミュンデンの市議会は、23議席からなる。

### 姉妹都市
- エルスベーテン（オーストリア、ザルツブルク州）
- イリエ＝コンブレー（フランス、ウール＝エ＝ロワール県）

## 引用
1. ↑  Hessisches Statistisches Landesamt: Bevölkerung in Hessen am 31.12.2023 (Landkreise, kreisfreie Städte und Gemeinden, Einwohnerzahlen auf Grundlage des Zensus 2011)]
2. ↑  Max Mangold, ed (2005). Duden, Aussprachewörterbuch (6 ed.). Dudenverl. p. 356. ISBN 978-3-411-04066-7
3. 1 2 3 4 5 6  LAGIS (編): Gemünden (Wohra)（2012年3月30日 閲覧）
4. 1 2 3 4 5 6  LAGIS (編): Ellnrode（2012年3月30日 閲覧）
5. 1 2 3 4 5 6  LAGIS (編): Grüsen（2012年3月30日 閲覧）
6. 1 2 3 4 5 6  LAGIS (編): Herbelhausen（2012年3月30日 閲覧）
7. 1 2 3 4 5 6  LAGIS (編): Lehnhausen（2012年3月30日 閲覧）
8. 1 2 3 4 5 6  LAGIS (編): Schiffelbach（2012年3月30日 閲覧）
9. 1 2 3 4 5 6  LAGIS (編): Sehlen（2012年3月30日 閲覧）
10. ↑  Gemünden: Wasserleitung erlöste Frauen vom Joch, in: Waldeckische Landeszeitung – Frankenberger Zeitung, 2010年8月29日付け
11. ↑  2011年3月27日の市議会議員選挙結果 (hsl.de)